# Урга (Дагестан)
Урга (таб. Ургъа) — село в Хивском районе Дагестана. Входит в состав муниципального образования «Сельсовет Ургинский». Население по данным переписи 2010 г. составляет 196 чел.

## География
Село расположено в 13 км к северо-западу от административного центра района — с. Хив, недалеко от границы с Табасаранским районом. В 800 м к северу находится с. Джули, в 0,5 км к западу — с. Кулиг.

## История
Село имеет богатую, многовековую историю. Есть несколько версий основания данного села:
- По одной из версий раньше — данные места были кутанами отгонно-пастбищного скотоводства беков и ханов. Со временем чабаны строили себе каменные избы и оставались на постоянное жительство.
- Также имеется другая версия: табасаранский народ в древности заселял территорию окрестностей г. Дербент. Ввиду того, что Дербент часто подвергался иноземным нашествиям, то многие табасаранские семьи переселялись в горы в целях безопасности. Точных данных о происхождении села нет, но со слов старожилов и по остаткам древних строений возникновение села можно отнести примерно к XIII веку.

В результате сильного землетрясения в 1966 г, многие дома сильно пострадали. После этого многие семьи переселились в Каякентский район (поселок Дружба).

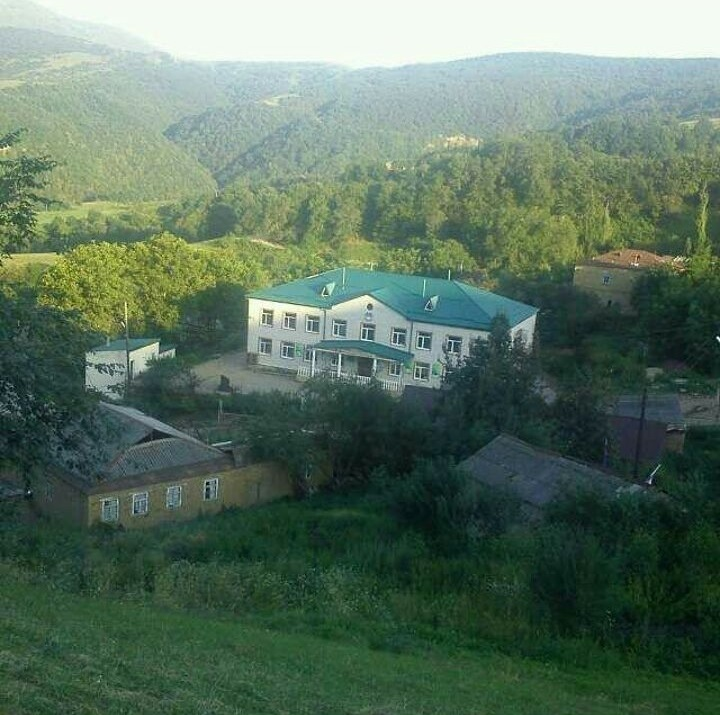
СОШ с. Урга, Хивского района

## Население
| \| 1895[3] \| 1926[4] \| 1939[5] \| 1970[6] \| 1989[7] \| 2002[8] \| 2010[9] \| \| -------- \| ------- \| ------- \| ------- \| ------- \| ------- \| ------- \| \| 154 \| ↗163 \| ↗171 \| ↗199 \| ↗226 \| ↘219 \| ↗269 \| \| 2021[10] \| \| \| \| \| \| \| \| ↘240 \| \| \| \| \| \| \| 50 100 150 200 250 300 1939 2021 |      |      |      |      |      |      |
| 1895 | 1926 | 1939 | 1970 | 1989 | 2002 | 2010 |
| 154 | ↗163 | ↗171 | ↗199 | ↗226 | ↘219 | ↗269 |
| 2021 |      |      |      |      |      |      |
| ↘240 |      |      |      |      |      |      |

## Инфраструктура
- Почтовое отделение
- Средняя общеобразовательная школа[11]
- Фельдшерско-акушерский пункт
- Ковровый цех
- Библиотека
- Клуб[2]

Также в селе имеются газ и электричество.